# Khalifa Haftar
Khalifa Belqasim Haftar (Arabă: خليفة بلقاسم حفتر‎‎; n. 7 noiembrie 1943, Ajdabiya⁠(d), Districtul Al Wahat, Libia) este un militar libian, deținând din anul 2016 gradul de mareșal, comandantul principal așa numitei „Armate Naționale Libiene”, una dintre părțile implicate în actualul război civil din Libia, mai ales in estul țării. În noiembrie 2021, Khalifa Haftar și-a anunțat candidatura pentru alegerile prezidențiale din decembrie 2021.

## Primii ani din viață
Născut în estul Libiei, în orașul Ajadbiya, el aparține tribului al-Ferjani. A studiat la Academia Militară Regală din Benghazi, unde l-a întâlnit pe Muammar al-Gaddafi. Și-a continuat studiile în Egiptul din anii președintelui Gamal Abdel Nasser și în Uniunea Sovietică. 

## Haftar și guvernul al-Gaddafi
Generalul Khalifa Haftar a fost unul dintre ofițerii conduși de colonelul Muammar al-Gaddafi în organizarea loviturii de stat care a dus la îndepărtarea regelui Idris de la conducerea Libiei în anul 1969. În acești ani, Haftar a rămas un partizan al lui al-Gaddafi care l-a numit comandantul forțelor armate ale regimului său. 

## Războiul din Ciad și exilul lui Haftar
Al-Gaddafi l-a numit pe generalul Haftar la conducerea trupelor implicate în conflictul din Ciad din anii '80. Libia a fost înfrântă în acest război de către forțele ciadiene sprijinite de francezi, generalul Haftar și cei 300 de oameni aflați sub comanda sa fiind capturați de către ciadieni în 1987. Al-Gaddafi nu a recunoscut faptul că a trimis trupe în Ciad, renegându-l pe Haftar și pe ceilalți luptatori libieni. Acest act al lui al-Gaddafi a constituit premisa pentru revanșa ulterioară a generalului Haftar. 
Evenimentele următoare au rămas neclare. Se spune fie că Haftar ar fi rămas încarcerat pentru următorii ani, fie că ar fi spus guvernului din Ciad că dorește să se întoarcă împotriva lui al-Gaddafi, facilitându-i-se, atfel, antrenamente pentru el și oamenii săi. Tot în această perioadă apar presupuse legături între Haftar și CIA. Potrivit unui raport al agenției New York Times din 1991, serviciile de securitate americane au finanțat și asistat antrenamentele lui Haftar și ale contingentului său ca parte a eforturilor de a-l înlătura pe al-Gaddafi de la putere. Conform raportului, când guvernul din Ciad a fost înlăturat, în 1990, Statele Unite au căutat un nou azil pentru Haftar și trupele sale. După încercări eșuate de a-i transfera în Kenya și Zair (în prezent, Republica Democrată Congo), Washingtonul le-a oferit, în cele din urmă, azil în SUA.
Următorul capitol din viața lui Haftar este constituit de cei 20 de ani în care a trăit, aparent, în liniște alături de familia sa în provincie în statul Virginia. Au apărut zvonuri cu privire la colaborarea lui cu CIA-ul. Locuința lui Haftar, din orașul Falls Church, era situată la doar câteva mile de sediul CIA din Langley. Conform agenției New York Times, Haftar însuși a afirmat că a purtat des discuții cu CIA-ul în perioada în care a locuit în Virginia. 

## Întoarcerea din exil
După începutul revoltei împotriva lui al-Gaddafi în 2011, generalul Haftar s-a întors în Libia unde a devenit comandantul forțelor rebele din est. După căderea guvernului lui al-Gaddafi, Haftar a dispărut din scena politică până în februarie 2014, când a făcut public planul său de a salva națiunea, îndemnându-i pe libieni să se ridice împotriva Congresului Național General (CNG) care la expirarea mandatului și l-a extins cu încă un an.

## Operațiunea Demnitatea
În februarie 2014 a avut loc o așa-zisă lovitură de stat, condusă de generalul Khalifa Haftar care a cerut dizolvarea CNG și crearea unui guvern provizoriu care să organizeze noi alegeri. În mai 2014, forțe loiale generalului Haftar au lansat o operațiune ofensivă terestră și aeriană amplă, ”Operațiunea Demnitatea” împotriva grupărilor islamiste din zona Benghazi și a CNG din Tripoli. Aflat la conducerea Armatei Libiene pusă sub egida Parlamentului recunoscut pentru un timp pe plan internațional (Camera Deputaților) din Tobruk, Haftar continuă să lupte împotriva grupărilor islamiste și împotriva Parlamentului din Tripoli, (Congresul General National) si a Guvernului de Salvare Națională din Tripoli,  nerecunoscute internațional. De asemenea, Haftar a adoptat o atitudine sfidătoare în ceea ce privește noul Guvern de Acord Național condus de Fayez al-Sarraj. 

## Haftar vs. miliții vs. Guvernul de Acord Național
Potrivit site-ului de știri al-Jazeera, Haftar ar fi primit sprijin occidental în lupta sa împotriva unităților Statului Islamic DAESH și a altor miliții din est. El a refuzat să sprijine noul Guvern de Acord Național stabilit în martie-aprilie 2016 în Tripoli, pe motiv că forțele sale armate ar aparține încă fostului parlament pro-islamist (Congresul Național General) împotriva căruia acesta luptase anterior.    
Haftar  a continuat să lupte în fruntea Armatei Libiene din est împotriva milițiilor rebele și a reușit să instituie controlul asupra unor teritorii cheie cu importante resurse de petrol (ex. porturile al-Sidra și Ras  Lanuf).   În lupta sa împotriva milițiilor s-a bucurat de sprijin semnificativ din partea Ciadului și Egiptului , iar mai apoi și din partea Rusiei, care nu s-a simțit obligată de embargoul occidental de arme impus armatei libiene din est.